# Stad en Lande van Gooiland
Stad en Lande van Gooiland was een vereniging die eigenaar was van de gemeenschappelijke gronden in Het Gooi. De vereniging werd in 1912 opgericht door de overheid om de aanspraken op het gebied door erfgooiers te regelen.

## Erfgooiers
De boeren in Het Gooi hadden in de middeleeuwen gebruiksrechten op gemeenschappelijke gronden (meenten) gekregen van de graaf van Holland en diens rechtsopvolgers. Als erfgooiers bezaten zij het vruchtgebruik van het grootste deel van deze streek en behielden dat volgens het erfrecht. Dit recht zou dus verloren gaan indien zij zich buiten Gooiland zouden vestigen, vandaar dat zij honkvast bleven en zich organiseerden. Toen deze gronden in 1836 en in 1843 werden verdeeld over de Erfgooiers en de Staat (Domeinen), werden de gezamenlijke Erfgooiers eigenaar van de hen toegewezen gemeenschappelijke weiden. Dit geschiedde onder leiding van notaris Albertus Perk. Erfgooiers met vee kregen recht op gebruik van de 3678 ha gemeenschappelijke weiden.

## Vereniging Stad en Lande
Een groot deel van de gronden (1735 ha) werd door Domeinen verkocht aan particulieren. In 1903 ontstond er een groot conflict over de rechten van de erfgooiers op het gebruik van deze 'gemene gronden'. Om de onenigheid tussen de gebruikers en de eigenaar op te lossen werden de meenten in 1912 door de rijksoverheid bij wet overgedaan aan de nieuwe Vereniging Stad en Lande van Gooiland. In 1933 werd een deel van deze gronden verkocht aan het Goois Natuurreservaat. Deze natuurorganisatie was in 1932 gezamenlijk door de zes Gooise gemeenten, de gemeente Amsterdam en de provincie Noord-Holland opgericht. Emil Luden was de eerste voorzitter van vereniging Stad en Lande Gooiland.

## Van Vereniging naar Stichting
In 1917 werd het gemeenlandshuis gebouwd, het Erfgooiershuis, naar een ontwerp van K.P.C. de Bazel. Dit was het bestuurs- en administratiegebouw van de in 1912 bij wet opgerichte Vereniging Stad en Lande van Gooiland. Het gemeenlandshuis werd in 1968 gesloopt om plaats te maken voor het Mediapark. Na de opheffng van de Vereniging Stad en Lande, feitelijk in 1971, formeel in 1979, werd de erfenis van de Vereniging overgedragen aan de in 1971 daartoe opgerichte Stichting Stad en Lande van Gooiland. De ceremoniële opheffingsvergadering van de Vereniging was in 1979. Naar oud gebruik vond dit plaats in de Grote Kerk van Naarden. Een burgemeester van een der Gooise gemeenten was daarbij voorzitter. De rechten van de erfgooiers werden afgekocht. Op 10 september 1993 gaf de Stichting Stad en Lande de omvangrijke archieven in bewaring bij het stadsarchief van Naarden.

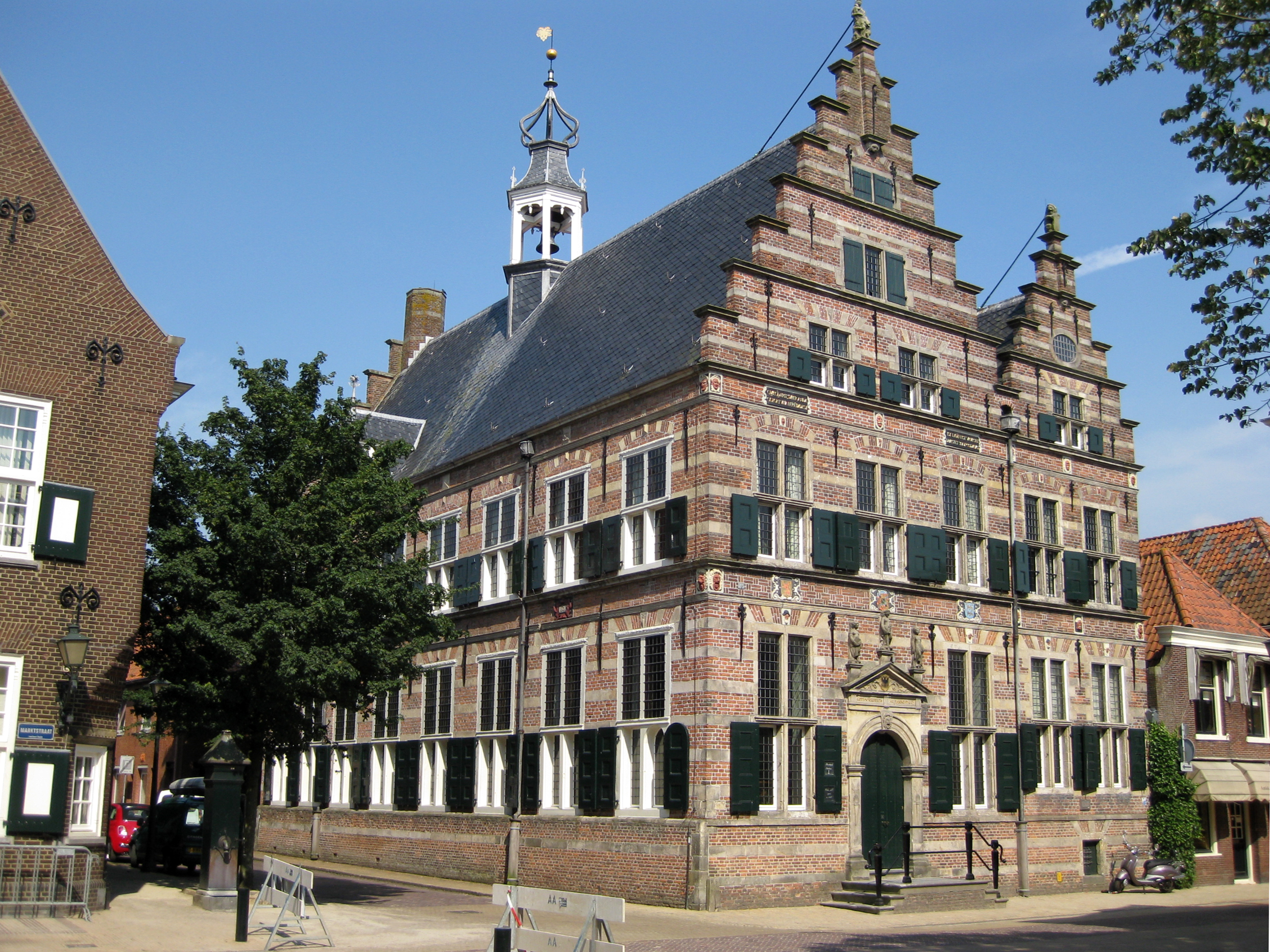
Stadhuis van Naarden

Doelstelling van de Stichting Stad en Lande van Gooiland is de zorg voor:
- archiefbeheer - De omvangrijke inventaris van talrijke resolutieboeken en meer dan 500 archiefdozen bestaat uit twee delen: het archief van de Vergadering van Stad en Lande van Gooiland en het archief van de Vereniging van Stad en Lande van Gooiland 1914-1971. Tot het archief behoren ook middeleeuwse charters en de Kroniek van Lustigh. Sinds 2007 is dit archief op internet beschikbaar. Oude stamboomgegevens vanaf 1708 van vele erfgooiersfamilies zijn zo te raadplegen.[1][2]

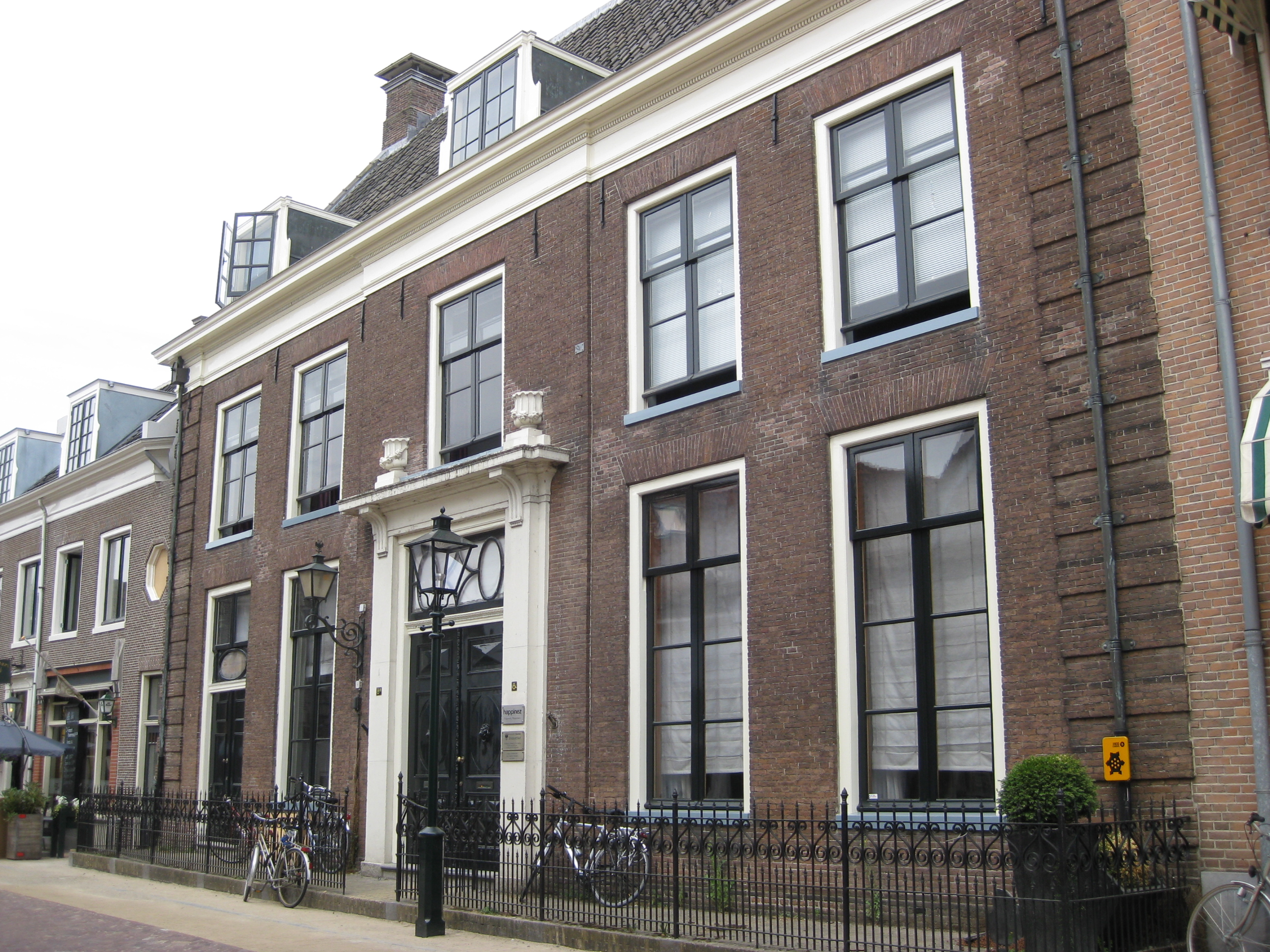
Burgerweeshuis

- meubilair - het speciaal voor het gemeenlandshuis (Erfgooiershuis) aan de Lage Naarderweg vervaardigde meubilair staat in de Burgerzaal van het oude stadhuis in Naarden. Op iedere stoel staat het geborduurde wapen van de gemeente waartoe een bestuurslid behoorde. Op de voorzitterszetel staat het wapen van Stad en Lande, bestaande uit een dubbelkoppige adelaar op een zilver veld. Een ander deel van het meubilair staat in het gebouw van het voormalige Burger Weeshuis, thans stadsarchief. Dit gebouw is opgesierd met enkele gevelstenen en de windvaan van het gemeenlandshuis.
- schilderijen - deze worden getoond bij door de stichting opgezette tentoonstellingen
- landkaarten - een ‘erfgooierslijst’ met landkaart van Gooiland uit 1709 wordt bewaard bij het Algemeen Rijksarchief in Den Haag. Stad en Lande bezit een nieuwere versie van de kaart uit 1723. Deze hangt in de burgemeesterskamer te Huizen. Ook oude land- en kadasterkaarten worden in het archief bewaard.
- archeologisch bezit - bodemvonsten uit de grafheuvels op de Westerheide worden sinds 2012 bewaard in het Provinciaal Depot voor Archeologie van de Provincie Noord-Holland in Castricum.
- Emil Luden Fonds - genoemd naar de eerste voorzitter van de opgeheven vereniging. Personen die zich verdienstelijk hebben gemaakt op het terrein van de Gooise historie en traditie ontvangen een erepenning met oorkonde.

In 2002 bestond de Stichting Stad en Lande 25 jaar. Een jubileumviering voor genodigden vond plaats in de Burgerzaal van het Naardense Stadhuis.
De stichting heeft langs de bewegwijzerde Erfgooiersfietsroute infopanelen. Het boekje met routekaartje Een verkenning door Stad en Lande van Gooiland bevat uitleg over de bijzonderheden op de route.